# Hylaeus impressiventris
Hylaeus impressiventris är en biart som först beskrevs av Raymond Benoist 1960.  Hylaeus impressiventris ingår i släktet citronbin, och familjen korttungebin. Inga underarter finns listade i Catalogue of Life.